# Наконец-то друзья
«Наконец-то друзья» (англ. Friends At Last) — канадско-американский драматический телефильм режиссёра Джона Дэвида Коулза. Производством фильма занимались телекомпании Atlantis Films, Columbia Pictures Television и Procter & Gamble Productions. Премьера фильма состоялась 2 апреля 1995 года.

## Сюжет
Наблюдая за своим старением, женщина принимает свой текущий брак как ловушку, что заставляет её попросить у супруга развода. Спустя двенадцать лет она понимает, что её лучший друг является её бывшим мужем.

## В ролях
| Актёр              | Роль                                            |
| ------------------ | ----------------------------------------------- |
| Кэтлин Тёрнер      | Фанни Коннелин                                  |
| Колм Фиори         | Филипп Коннелин, бывший муж и лучший друг Фанни |
| Джули Ханер        | Блэр                                            |
| Сара Полсон        | Диана (в возрасте 21 года)                      |
| Меган Бочар        | Диана (в возрасте 11 лет)                       |
| Фэйт Принс         | Селла                                           |
| Криста Мари Бонура | Диана (в возрасте 8 лет)                        |
| Роджер МакКин      | бармен                                          |
| Джон Гилберт       | сэр Тони                                        |
| Карло Рота         | Нил                                             |

## Отзывы
Фильм получил смешанные, близкие к положительным оценки зрителей и критиков. На Internet Movie Database оценка фильма составляет 6,0 на основе 82 отзывов.
Энди Уэбб на сайте The Movie Scene написал: «Всё это сводится к тому, что "Наконец-то друзья", благодаря своему актёрскому составу и неглупому сценарию, стал именно тем, чего вы ожидаете от телефильма. Но в то же время это один из фильмов, которые сильно склонены в сторону женской аудитории, так что некоторые найдут его слишком тяжёлым.»